# Mânăstirea Suzana
Mânăstirea Suzana – wieś w Rumunii, w okręgu Prahova, w gminie Măneciu. W 2011 roku liczyła 45 mieszkańców.